# Coralie Rives
Pour les articles homonymes, voir Rives.
Coralie Rives, née le 18 avril 1981 à Feurs, dans le département de la Loire, est une joueuse française de sport-boules (ou boule lyonnaise), championne du monde en 2018 et plusieurs fois championne de France et championne d’Europe en club,,.

## Palmarès

### Mondial
- Championne du monde de combiné en 2018 à Jiaxing en Chine. 
  -  Vice-championne du monde de Simple en 2006 à Wenzhou en Chine.
  -  Vice-championne du monde de Combiné en 2004 à Montmorency.
  -  Vice-championne du monde de Tir de Précision en 2004 à Montmorency.

### Autre
- Championne de France en  simple en 2024[4].
- Championne de France des clubs sportifs en 2009 avec Andrézieux-Bouthéon.
- Championne de France double en 2002 et 2005 avec sa mère Chantal Richard.
- Vice Championne de France des sportifs Elite en 2001, 2004, 2006, 2007 et 2008.
- Championne de France des clubs sportifs en 2002, 2003 et 2005.